# Erica Sullivan
Erica Sullivan (9 de agosto de 2000) es una deportista estadounidense que compite en natación, especialista en el estilo libre. Es públicamente lesbiana.
Participó en los Juegos Olímpicos de Tokio 2020, obteniendo una medalla de plata en la prueba de 1500 m.

## Palmarés internacional
| Juegos Olímpicos | Juegos Olímpicos | Juegos Olímpicos | Juegos Olímpicos |
| Año              | Lugar            | Medalla          | Prueba           |
| ---------------- | ---------------- | ---------------- | ---------------- |
| 2020             | Tokio (Japón)    | Medalla de plata | 1500 m           |